# Gregory Hutter
Gregory J. Hutter (Michigan City, 1971) is een Amerikaans componist. Hij genoot zijn muzikale opleiding aan de University of Michigan en de Northwestern University.. Hij kreeg daarbij lessen van Ramon Zupka, C. Curtis-Smith, William Bolcom, Evan Chambers, Alan Stout en Marta Ptaszynska. 
Hutter geeft vanaf 2002 zelf lessen compositie aan de DePaul University in Chicago. In 2008 kwam een eerste cd totaal gewijd aan zijn muziek uit bij platenlabel Naxos.

## Werken
- (2000): The Melancholy rags, book I
  - Moonlight in the duneland ; The farewell rag; The redline shuffle
- (2001): Fantasy pieces
  - Prologue, free invention, intermezzo, passacaglia, postlude
- (2001): Skyscrapers
  - Mies, Steel and glass
- (2002): Electric traction
- (2003): Urban collision
- (2004): Still life
- Sinfonietta concertante
- Trio voor piano, klarinet en viool
- Trio voor klarinet, cello en piano
- Deploration voor strijkkwartet of strijkorkest
- Drie stukken voor klarinet en piano

- Gemeinsame Normdatei: 141100508
- International Standard Name Identifier: 0000 0000 7893 4621
- Library of Congress Control Number: no2001065247
- Virtual International Authority File: 120345799
- WorldCat: E39PBJghtXXFT7tBK9XwGQY773